# Pisachoides alba
Pisachoides alba är en insektsart som beskrevs av Metcalf 1955. Pisachoides alba ingår i släktet Pisachoides och familjen dvärgstritar. Inga underarter finns listade i Catalogue of Life.